# Aeroportul Chatrapati Sambhajinagar
Aeroportul Chatrapati Sambhajinagar (IATA: IXU, ICAO: VAAU) este un aeroport din Maharashtra, India ce deservește zona Aurangabad. Aeroportul a fost tranzitat în decembrie 2022 de 54.691 de pasageri.
Situat la o altitudine de 582 m, aeroportul dispune de o singură pistă. Este operat de Airports Authority of India⁠(d).